# Stratum germinativum

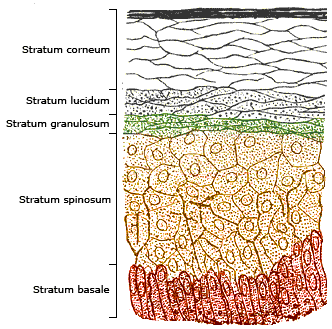
Représentation schématique de la coupe d'un épiderme.

Le stratum germinativum, appelé aussi stratum basale, est un tissu de la peau et de l'épiderme, composé de cellules souche attachées à la membrane basale par des hémidesmosomes. Ces cellules sont reliées entre elles par des desmosomes. Le noyau de ces cellules est arrondi et est situé au pôle basal de la cellule. Ce sont des cellules actives, sécrétrices : réticulum endoplasmique granuleux volumineux, appareil de Golgi développé, nombreuses mitochondries. Entre ces cellules peut se trouver des cellules de Merkel ou de Langerhans qui ne sont ni attachées à la membrane basale ni aux autres cellules.
Le stratum germinativum est la couche la plus profonde de l’épiderme, située juste sur la lame basale. C’est là que naissent les cellules de l’épiderme. On y trouve les mélanocytes, cellules responsables de la pigmentation et du bronzage. Les cellules épithéliales se multiplient par division cellulaire au niveau de la couche basale, les cellules naissantes poussent les anciennes cellules vers le haut, c’est la montée cellulaire. 
Au terme de leur ascension, les nouvelles cellules créées dégagent les cellules plus anciennes de la couche cornée. La peau se renouvelle ainsi pendant 45 jours en moyenne. 
La couche basale est la zone de jonction entre l’épiderme et le derme. Appelée aussi couche germinative ou stratum basal.
Les cellules épithéliales ainsi que quelques autres types cellulaires portent un « manteau » particulier autour d'elles qui n'existe qu'au niveau de la membrane basale des cellules épithéliales d'où le nom de lame basale.